# Nanqui
Der Nanqui war ein kleines Gewichtsmaß auf Madagaskar und ein Edelstein-, Gold- und Silbergewicht. Das Maß gehörte zu den kleinsten Maßen auf der Insel. Ein ähnliches Maß war der Nanque. Beide Maße wurden oft gleichgesetzt.
- 1 Nanqui = ½ Scrupel (um 0,6 Gramm)